# حسین‌آباد (تیران و کرون)
حسین‌آباد (تیران و کرون)، روستایی از توابع دهستان کرون سفلی در بخش کرون شهرستان تیران و کرون در استان اصفهان ایران است.

## مشاهیر
علی نادری کاپیتان اسبق و سرمربی فعلی تیم ملی فوتبال ساحلی تیم ملی فوتبال ساحلی از اهالی این روستا می‌باشد

## کشاورزی
از محصولات کشاورزی این روستا باید به محصولات درجه یک گلخانه ای مانند فلفل دلمه ای اشاره کرد. 
همچنین محصولاتی دیگر مانند گندم و جو و... نیز کشت می شود.

## جمعیت
جمعیت این روستا براساس سرشماری مرکز آمار ایران در سال ۱۳۸۵، ۱٬۱۶۶ نفر (۳۱۹خانوار) و در سال 1395، 1384 نفر بوده‌است.